# Diego de Zúñiga
Diego de Zúñiga, anche latinizzato in Didacus a Stunica, (Salamanca, 1º gennaio 1536 – Toledo, 1598 circa), è stato un filosofo, insegnante di filosofia aristotelica e frate agostiniano spagnolo, noto soprattutto per il suo scritto In Job commentaria che, sostenendo la dottrina copernicana, fu condannato dalla congregazione dell'Indice nel 1616.

## Biografia
Studiò arti nell'Università di Salamanca e teologia ad Alcalá de Henares, e nel 1558 entrò nell'ordine degli agostiniani. Professore di filosofia nell'Università di Osuna, seguì un aristotelismo platonizzante e, in un passo dei suoi In Job commentaria (1584), si mostrò seguace dell'eliocentrismo copernicano, sostenendo che esso non era in contrasto con le Scritture.
La sua opera più importante è un vasto commento ad Aristotele, la Didaci a Stunica eremitae Agustiniani Philosophiae prima pars, qua perfecte et eleganter quatuor scientiae Metaphysica, Dialectica, Rhetorica et Physica declarantur, ad Clementem octavum Pontificem maximum, pubblicata nel 1597.
Dopo la sua morte, i suoi Commenti a Giobbe furono sospesi, in attesa di «espurgazione», dal decreto della congregazione dell'Indice del 5 marzo 1616, insieme al De revolutionibus orbium di Niccolò Copernico, mentre la Lettera sulla mobilità della Terra e stabilità del Sole di Paolo Antonio Foscarini era del tutto proibita.

## Opere
- De vera Religione in omnes sui temporis haereticos, libri tres, Salmanticae, Mathias Gastius 1577
- In Zachariam Prophetam Commentaria, Salamanca, Matías Gast 1577
- In Job Commentaria, Toleti, Ioannes Rodericus 1584
- Didaci a Stunica eremitae Agustiniani Philosophiae prima pars, qua perfecte et eleganter quatuor scientiae Metaphysica, Dialectica, Rhetorica et Physica declarantur, ad Clementem octavum Pontificem maximum, Toledo, Petrus Rodríguez 1597